# 日本橋本町
日本橋本町（にほんばしほんちょう）は、東京都中央区の町名である。現行行政地名は日本橋本町一丁目から日本橋本町四丁目。住居表示実施済区域。

## 概要
旧日本橋区に当たる日本橋地域の西側に位置し、千代田区との区境に当たる。北で千代田区神田美倉町・岩本町、東で日本橋小伝馬町・日本橋大伝馬町・日本橋堀留町・日本橋小舟町・南東で日本橋小網町・南で日本橋、西で日本橋室町、北西で千代田区鍛冶町と接する。老舗の商店が数多く軒を連ねており、薬問屋が多く軒を連ねていた名残として、現在では製薬会社の本社、支店も数多く立地する。国内5大医薬品メーカーのうち、武田薬品工業、アステラス製薬、第一三共の3社がこの地に本社または東京本社を置いている。大阪市中央区の道修町とともに日本を代表する「薬の街」として知られている。
日本橋兜町に所在する中央警察署および日本橋消防署の管轄区域に当たる。

### 河川
- 日本橋川 - 江戸橋が架かる。

## 歴史
江戸時代には江戸本町の名称で、江戸を代表する町として名高い場所であった。徳川家康の江戸入府以前には、福田村ともまた洲崎とも呼ばれていたという。そののち1590年（天正18年）に町地として開発されて以降、寛永の頃にはすでに京・大坂より大店が進出し商業地域として大いに発展を遂げた。本町という町名は江戸で初めに造られたおおもとの町という意味である。一丁目から四丁目まであり、江戸時代には薬種問屋や呉服屋をはじめとして色々な種類の商店が多く集まった。本町三丁目には天正年間より代々薬種業を営み、明治期に国内初の医療機器カタログを発行したいわしや総本店があった。
戯作者の式亭三馬は当時の本町二丁目に住んでいて本町庵と号し、戯作を書くかたわら商売を営んでいた。三代目瀬川如皐も本町四丁目の出身である。江戸城内から、常盤橋、日本橋本町を通り、浅草橋（から浅草）に至る「本町筋」は江戸時代から明治初年まで、江戸＝東京の目抜き通りであった（後にその座は直交する京橋－万世橋間の日本橋大通りに移っていく）。
1932年（昭和7年）、関東大震災後の区画整理により、本町は近隣の本石町と同様に町域を変更することになり、周辺の伊勢町、岩附町、大伝馬町、鉄砲町、本小田原町、本石町、本船町などの全部または一部を合併し、現在の本町一丁目から四丁目となっている。

## 世帯数と人口
2023年（令和5年）1月1日現在（中央区発表）の世帯数と人口は以下の通りである。
| 丁目             | 世帯数    | 人口    |
| ---------------- | --------- | ------- |
| 日本橋本町一丁目 | 183世帯   | 265人   |
| 日本橋本町二丁目 | 121世帯   | 208人   |
| 日本橋本町三丁目 | 200世帯   | 262人   |
| 日本橋本町四丁目 | 602世帯   | 954人   |
| 計               | 1,106世帯 | 1,689人 |

### 人口の変遷
国勢調査による人口の推移。
| 年                 | 人口  |
| ------------------ | ----- |
| 1995年（平成7年）  | 361   |
| 2000年（平成12年） | 366   |
| 2005年（平成17年） | 736   |
| 2010年（平成22年） | 777   |
| 2015年（平成27年） | 1,013 |
| 2020年（令和2年）  | 1,301 |

### 世帯数の変遷
国勢調査による世帯数の推移。
| 年                 | 世帯数 |
| ------------------ | ------ |
| 1995年（平成7年）  | 163    |
| 2000年（平成12年） | 213    |
| 2005年（平成17年） | 571    |
| 2010年（平成22年） | 544    |
| 2015年（平成27年） | 726    |
| 2020年（令和2年）  | 915    |

## 学区
区立小・中学校に通う場合、学区は以下の通りとなる（2025年4月現在）。
- 区域 : 一丁目、二丁目、三丁目、四丁目
  - 小学校 : 中央区立常盤小学校
  - 中学校 : 中央区立日本橋中学校

## 経済

### 事業所
2021年（令和3年）現在の経済センサス調査による事業所数と従業員数は以下の通りである。
| 丁目             | 事業所数    | 従業員数 |
| ---------------- | ----------- | -------- |
| 日本橋本町一丁目 | 321事業所   | 8,185人  |
| 日本橋本町二丁目 | 241事業所   | 8,804人  |
| 日本橋本町三丁目 | 341事業所   | 8,348人  |
| 日本橋本町四丁目 | 381事業所   | 9,385人  |
| 計               | 1,284事業所 | 34,722人 |

### 事業者数の変遷
経済センサスによる事業所数の推移。
| 年                 | 事業者数 |
| ------------------ | -------- |
| 2016年（平成28年） | 1,163    |
| 2021年（令和3年）  | 1,284    |

### 従業員数の変遷
経済センサスによる従業員数の推移。
| 年                 | 従業員数 |
| ------------------ | -------- |
| 2016年（平成28年） | 29,368   |
| 2021年（令和3年）  | 34,722   |

### 産業
店・企業
- アステラス製薬 本社
- アルフレッサ ヘルスケア 本社
- 小津産業 本社
- クマヒラ 本社
- 純正化学 本社
- 千寿製薬 関東第一支店・関東第二支店・東京オフィス・東京第一グループ・東京第二グループ・東京第三グループ
- 第一三共 本社
- 第一三共エスファ 本社
  - Daiichi Sankyo くすりミュージアム
- 東京化成工業 本社
- 鳥居薬品 本社
- わかもと製薬 本社
- 稲畑産業 東京本社（登記上の本店は大阪市中央区）
- 岩手銀行 東京営業部
- KISCO 東京本社
- 興和 東京支社・東京支店
- 興和創薬 本社
- 水澤化学工業 本社
- 十六銀行 東京支店
- 富士フイルム和光純薬 東京本店
- 東邦亜鉛 本社
- 武田薬品工業 グローバル本社（登記上の本店は大阪市中央区）
- 在日フランス商工会議所

### かつて存在した企業
- 東京土地[14]
- 博文館
- 広部銀行[15]
- 三共株式会社 本社
- 興和新薬株式会社 東京本部・東京支店
- 中外製薬株式会社 本社
- 大日本製薬株式会社 東京支社
- 住友製薬株式会社 東京本社
- 山之内製薬株式会社 本社
- 藤沢薬品工業株式会社 東京本社
- 万有製薬株式会社 本社
- 田辺製薬株式会社 東京支店
- 東京田辺製薬株式会社 本社
- 三菱東京製薬株式会社 本社
- 三菱ウェルファーマ株式会社 東京オフィス・東京第一支店・東京第二支店・関信越支店
- 和光純薬工業株式会社 東京営業所・東京支店
- 田辺三菱製薬株式会社 日本橋ビル・東京本社
- 武田薬品不動産株式会社 本社

## 交通

### 鉄道
- 東日本旅客鉄道（JR東日本）総武快速線 ■新日本橋駅 - 敷地の一部が町域内にかかり、出入口が設けられている。所在地は日本橋室町。

### 道路
- 国道4号（江戸通り・昭和通り）
- 国道6号（江戸通り）
- 東京都道316号日本橋芝浦大森線（昭和通り）
- 大伝馬本町通り

首都高速道路・出入口
- 首都高速都心環状線
- 首都高速1号上野線
- 本町出入口

## 施設
- 地蔵橋公園
- 地蔵橋南東児童遊園
- 宝田恵比寿神社

## 史跡
- 日光・奥州街道 - 大伝馬本町通りが該当

## 出身・ゆかりのある人物
- 松本市左衛門（いわしや総本店当主）- 16世紀より日本橋本町三丁目で代々薬種商を営む。
- 岡崎源一（弁護士）- 事務所が日本橋本町4丁目にあった[16]。
- 高木悦郎（弁護士、地家主高木藤太郎の養子）
- 高木菊松（法律新聞社主）[17]
- 広部賢二（千代田火災海上専務）
- 広部清兵衛（広部銀行頭取）[15]
- 広部清一郎（広部鉱業社長）
- 広部和三郎（広部拓殖代表社員）

## その他

### 日本郵便
- 郵便番号 : 103-0023[3]（集配局 : にほんばし蔵前郵便局[18]）。